# Travis Watson
Travis Watson (ur. 20 marca 1981 w San Antonio) – amerykański koszykarz, występujący na pozycjach silnego skrzydłowego lub środkowego.
W 1999 został zaliczony do III składu Parade All-American oraz wybrany najlepszych zawodnikiem szkół średnich stanu Wirginia (Virginia Mr. Basketball). Wystąpił też w meczu wschodzących gwiazd – Nike Hoop Summit.

## Osiągnięcia
Na podstawie, o ile nie zaznaczono inaczej.

### NCAA
- Uczestnik turnieju NCAA (2001)
- Zaliczony do:
  - I składu:
    - najlepszych pierwszorocznych zawodników ACC (2000)
    - turnieju Maui Invitational (2003)

  - II składu ACC (2001–2003)
- Lider ACC w:
  - średniej zbiórek (2002 – 9,7, 2003 – 10,4)
  - liczbie zbiórek (2003 – 321)

### Drużynowe
- Mistrz:
  - Ligi Bałtyckiej (2010, 2011)
  - Szwajcarii (2014)
  - Litwy (2011)
- Zdobywca:
  - Pucharu Litwy (2011)
  - Superpucharu Włoch (2005)

### Indywidualne
- Zaliczony do I składu ligi greckiej (2005)
- Uczestnik meczu gwiazd ligi:
  - litewskiej (2010, 2011)
  - greckiej (2004, 2005)
- Lider w zbiórkach:
  - Euroligi (2008, 2010)
  - VTB (2010)
  - ligi greckiej (2004 – 12,2, 2005 – 10,1)

Reprezentacja
- Wicemistrz świata U–19 (1999)